# 1571 Cesco
1571 Cesco eller 1950 FJ är en asteroid i huvudbältet som upptäcktes den 20 mars 1950 av den argentinske astronomen Miguel Itzigsohn vid La Plata observatoriet. Den har fått sitt namn efter de båda argentinska astronomerna Reynaldo Cesco och Carlos Ulrrico Cesco.
Asteroiden har en diameter på ungefär 18 kilometer.